# Cordia mairei
Cordia mairei là loài thực vật có hoa trong họ Mồ hôi. Loài này được Humbert mô tả khoa học đầu tiên năm 1949.